# Liste der Stolpersteine in Hamburg-Bahrenfeld
Die Liste der Stolpersteine in Hamburg-Bahrenfeld enthält alle Stolpersteine, die im Rahmen des gleichnamigen Kunst-Projekts von Gunter Demnig in Hamburg-Bahrenfeld verlegt wurden. Mit ihnen soll Opfern des Nationalsozialismus gedacht werden, die in Hamburg-Bahrenfeld lebten und wirkten.
Diese Seite ist Teil der Liste der Stolpersteine in Hamburg, da diese mit insgesamt 7139 (Stand: März 2025) Steinen zu groß würde und deshalb je Stadtteil, in dem Steine verlegt wurden, eine Seite angelegt wurde.
| Adresse                      | Person(en)                      | Inschrift | Bilder | Anmerkung                                                                                             |
| ---------------------------- | ------------------------------- | --- | ------ | --- |
| Am Torbogen 4 ·              | Günther von Borstel             | Hier wohnte Günther von Borstel Jg. 1919 eingewiesen 7.3.1942 Heilanstalt Langenhorn 'verlegt' 16.4.1943 Heilanstalt Meseritz-Obrawalde ermordet 9.3.1944              |        | Eintrag auf stolpersteine-hamburg.de                                                                  |
| Bahrenfelder Kirchenweg 51 · | Günther Brenneisen              | Hier wohnte Günther Brenneisen Jg. 1935 eingewiesen 1943 Alsterdorfer Anstalten 'verlegt' 7.8.1943 Heilanstalt Eichberg 'Kinderfachabteilung' ermordet 24.9.1943       |        | Eintrag auf stolpersteine-hamburg.de                                                                  |
| Bahrenfelder Marktplatz 19 · | Hermann da Fonseca-Wollheim     | Hier wohnte Dr. Hermann da Fonseca-Wollheim Jg. 1893 verhaftet 27.8.1943 KZ Fuhlsbüttel 1944 Buchenwald ermordet 13.5.1944                                             |        | Eintrag auf stolpersteine-hamburg.de (vorheriger Stein) Enkel von Anton Eduard Wollheim da Fonseca    |
| Bökenkamp 34 ·               | Emma Sievert geb. Kraus         | Hier wohnte Emma Sievert geb. Kraus Jg. 1890 eingewiesen 1942 Heilanstalt Langenhorn 'verlegt' 21.7.1943 Heilanstalt Hadamar ermordet 18.2.1944                        |        | Eintrag auf stolpersteine-hamburg.de                                                                  |
| Celsiusweg 20 ·              | Karl Wieduwilt                  | Hier wohnte Karl Wieduwilt Jg. 1909 verhaftet 1939 'Landesverrat' UG Hamburg Todesurteil 28.8.1940 hingerichtet 24.10.1940 Zuchthaus Brandenburg                       |        | Eintrag auf stolpersteine-hamburg.de                                                                  |
| Ebertallee 201 ·             | Leopold Simonsohn               | Hier wohnte Leopold Simonsohn Jg. 1883 verhaftet 1938 KZ Sachsenhausen tot an Haftfolgen 10.12.1939                                                                    |        | Eintrag auf stolpersteine-hamburg.de                                                                  |
| Luruper Chaussee 115 ·       | Erwin Klein                     | Hier wohnte Erwin Klein Jg. 1919 desertiert 22.2.1943 verhaftet 17.3.1944 inhaftiert Fuhlsbüttel Kriegsgericht 2.5.1944 Rahlstedt-Höltigbaum hingerichtet 17.7.1944    |        | Eintrag auf stolpersteine-hamburg.de                                                                  |
| Luruper Chaussee 119 ·       | Paul Seeger                     | Hier wohnte Paul Seeger Jg. 1910 gedemütigt/entrechtet Flucht in den Tod 21.2.1939                                                                                     |        | Eintrag auf stolpersteine-hamburg.de                                                                  |
| Osdorfer Weg 68 ·            | Max Meyer                       | Hier wohnte Dr. Max Meyer Jg. 1890 1935–41 Haft in Bremen tot 18.6.1958 Haftfolgen                                                                                     |        | Eintrag auf stolpersteine-hamburg.de                                                                  |
| Regerstraße 21 ·             | Martha Hauptmann                | Hier lernte Martha Hauptmann Jg. 1922 deportiert 1942 Auschwitz ermordet                                                                                               |        | Eintrag auf stolpersteine-hamburg.de Ein weiterer Stolperstein befindet sich in Hamburg-Sternschanze. |
| Reineckestraße 18 ·          | Walter Cahnbley                 | Hier wohnte Walter Cahnbley Jg. 1903 im Widerstand/KPD verhaftet 4.11.1935 KZ Sachsenhausen 1937 Aschendorfermoor 1943 'Strafbataillon 999' tot 24.9.1944 Griechenland |        | Eintrag auf stolpersteine-hamburg.de                                                                  |
| Steenkamp 43 ·               | Louis Cahnbley                  | Hier wohnte Louis Cahnbley Jg. 1892 im Widerstand/KPD verhaftet 17.9.1933 KZ Fuhlsbüttel 1937 KZ Sachsenhausen entlassen                                               |        | Eintrag auf stolpersteine-hamburg.de                                                                  |
| Von-Sauer-Straße 1b ·        | Ernst Nathan Dessauer           | Hier wohnte Ernst-Nathan Dessauer Jg. 1882 1941 KZ Fuhlsbüttel deportiert 1941 Lodz ermordet 12.1.1942                                                                 |        | Eintrag auf stolpersteine-hamburg.de                                                                  |
| Von-Sauer-Straße 5 ·         | Helene Wertheimer geb. Kaufmann | Hier wohnte Helene Wertheimer geb. Kaufmann Jg. 1885 deportiert 1941 Minsk ???                                                                                         |        | Eintrag auf stolpersteine-hamburg.de                                                                  |
| Von-Sauer-Straße 5 ·         | Jacob Wertheimer                | Hier wohnte Jacob Wertheimer Jg. 1885 deportiert 1941 Minsk ??? |        | Eintrag auf stolpersteine-hamburg.de                                                                  |